# Sam Brody
Sam Simon Brody, född den 3 februari 1924 i Berlin, död den 11 oktober 2014 i Danderyd, var en svensk läkare. Han var son till Aladár Brody.
Brody blev student 1942 i Stockholm, därefter vid Karolinska institutet medicine kandidat 1945, medicine licentiat 1950, medicine doktor 1953 på avhandlingen Quantitative studies on the nucleic acids and the nuclease activities during the development of the human placenta samt docent i obstetrik och gynekologi 1959.
Efter förordnanden 1945–1956 var Brody förste underläkare vid Karolinska sjukhuset 1956–1962  (visiting research fellow vid Sloan-Kettering Institute for Cancer Research i New York 1957–1958).  Han var professor i obstetrik och gynekologi vid Göteborgs universitet 1962–1974 och överläkare vid Sahlgrenska sjukhusets kvinnoklinik 1962–1973. Under åren 1974–1989 var han verksam som professor i dessa ämnen vid Karolinska institutet samt 1973–89 som överläkare vid kvinnokliniken på Huddinge sjukhus. Vid sistnämnda sjukhus var han chefsläkare 1984–1989. Han var marinläkarstipendiat vid Marinläkarkåren 1947–1951 och blev marinläkare av första graden i Marinläkarkårens reserv 1954. 
Brody blev särskilt känd för läroboken Obstetrik och gynekologi: medicinsk grundutbildning (1970, nionde upplagan 1993).